# NOISE FACTORY
NOISE FACTORY（ノイズファクトリー、1990年 - 1997年）は、京都府出身のお笑いハードロックバンド。メジャーデビューの際に、メタドル（メタル+アイドルの略）と称していた。

## 概要
1990年12月、ゲームセンターで知り合った仲間がパーティーバンドとしてNOISE FACTORYを結成。1994年12月、Ki/oon Sony Recordsよりメジャーデビュー。1997年12月、解散。

## メンバー
- 茂はらたいら：ヴォーカル 1973年11月20日生まれ。埼玉県出身。A型
- 一番星哲也：リーダー・ベース・コーラス 1968年7月27日生まれ。京都府京都市出身。B型
- アキレスKEN：パーカッション・コーラス・踊り子 1968年4月26日生まれ。京都府京都市出身。A型
- ボンバーHIRO：踊り子・コーラス 1968年9月22日生まれ。京都府京都市出身。B型
- がちゃろう：ドラム 1970年3月8日生まれ。山口県下関市出身。A型
- TACOS NAOMI：キーボード 1970年5月21日生まれ。京都府京都市出身。AB型
- フランキー永井：ギター 1972年2月6日生まれ。京都府京都市出身。A型

### 旧メンバー
- ROCKY生田f：ヴォーカル 1968年9月9日生まれ。京都府京都市出身。A型

### サポートメンバー
- 藤本朗：ヘビメタコーラス隊　元X-RAY
- 南安秀：ヘビメタコーラス隊　元ハリー・スキュアリー
- 三宅博文：ベース

## 来歴
- 1990年12月、ゲームセンターで知り合った仲間が集まり、思いつきでパーティーバンドNOISE FACTORYを結成。その後LIVE活動と並行して朝日放送「LIVE KING」、毎日放送「アコ・パラ」に出演する。
- 1992年5月、自主制作CD「天下一品」は京都のレコード店で月間6位の売り上げとなる。
- 1993年4月、KBS京都ラジオ「快感！NOISE FACTORY」スタート。('94年9月まで)
- 1993年9月、NHK BSヤングバトル近畿ブロック大会優勝。
- 1993年10月、毎日放送「テレビの壷」のコーナーレギュラーを担当。('94年3月まで)
- 1993年11月、NHK BSヤングバトル全国大会で3位優秀賞。
- 1993年12月26日、インディビジュアルレコードよりシングル「ジャン・ケン・ポン」リリース。同日、京都会館第二ホールにてワンマンLIVE実施。
- 1994年2月、Ki/oon Sony Recordsと契約を機に上京。CX-TV「ロック爆笑族」等に出演。
- 1994年12月12日、デビューシングル「ホタルパワー」リリース。
- 1995年1月21日、アルバム「NOISE FACTORY・～亜邦人」リリース。
- 1995年2月、新曲「涙の乾く前に」が新出光石油のCFイメージソングに起用。西日本を中心にオンエアー。
- 1995年4月、FM愛知「P-POPSTATION」パーソナリティーを一番星哲也とがちゃろうが担当。毎週水曜日レギュラースタート。
- 1995年4月、新曲「当たって砕けろ！」がMBS「テレビのツボ」のオープニングテーマ曲に起用。
- 1995年4月30日、中京テレビ「LOVE ROCKS」に出演。THE YELLOW MONKEY、JUDY AND MARY等と共演。
- 1995年5月13日、日比谷野外音楽堂で行われた”Save The Rock'n Roll”に参加。FENCE OF DEFENSE、寺田恵子等と共演。
- 1995年7月7日、「タモリの音楽は世界だ」(テレビ東京)に出演。
- 1995年9月18日、SMAPの木村拓哉が主演するテレビ朝日系ドラマスペシャル「君は時のかなたへ」にロッキー生田f、アキレスKEN、がちゃろう、TACOS NAOMIが共演。
- 1995年9月21日、2ndシングル「星も凍る夜」リリース。同曲が関西の宝石店ジェム・ケリーのCFタイアップ曲として起用。関西、東海を中心にオンエアー。
- 1995年10月1日、2ndアルバム「NOISE FACTORY ・～Pearl 7」リリース。
- 1995年12月31日、長島スパーランドにてカウントダウンのメインゲストとして出演。8000人を動員。
- 1996年1月、ボーカル ロッキー生田fが脱退。新しいボーカリストとして、茂はらたいらが加入。
- 1996年2月15日、新メンバーでの初LIVEをモダンチョキチョキズとジョイントで都内のライブハウスで行う。
- 1996年2月16日、日本テレビ”NEXT GENERATION”に出演。
- 1996年3月～4月、茂はらたいら加入後初の東名阪ライブツアーを実施。
- 1996年4月、MBSラジオ「ヤングタウン」パーソナリティー木曜日レギュラーを一番星哲也が担当。
- 1996年5月、Ki/oon Sony RecordsよりSony Recordsに移籍。ニューシングルレコーディング開始。
- 1996年8月21日、ニューシングル「誰にもジャマされたくない」リリース。毎日放送ラジオ「ヤングタウン」木曜日のオープニング曲とテレビ朝日「Web」のエンディングテーマとして起用される。
- 1996年10月、ニューシングルとニューアルバムのレコーディング開始。サウンドプロデューサーに米米クラブ等を手掛けた、中村哲氏を迎える。
- 1997年1月～2月、WILD STYLE「Cryin'ツアー'97」にNAOMIがサポートメンバーとして参加。
- 1997年2月21日、4thシングル「禁断の果実」をリリース。テレビ朝日「アメジャリチハラ」のエンディングテーマとして起用される。
- 1997年3月31日、3rdアルバム「歌謡伝説～ハートに響け！ノイファク革命」をリリース。
- 1997年4月22日～5月14日、3rdアルバム発売記念として、初の全国ツアーを13ヵ所で敢行。
- 1997年5月、篠原ともえが主演する「アルバイトニュース an」のCMに一番星哲也、がちゃろう、NAOMIが共演。
- 1997年7月～8月、篠原ともえが率いるバンドしのランドPUNKにNOISE FACTORYの楽器隊、一番星哲也、がちゃろう、TACOS NAOMI、フランキー永井が参加。イベントやTV(HEY! HEY! HEY!、笑っていいとも、ミュージックステーション等)に出演。シングル「まるもうけ」レコーディングにはフランキー永井は不参加で、代わりにギターを弾いているのは元ANTHEM(当時、現在は復帰)、SHY BLUEの清水昭男。
- 1997年10月5日～11月26日、しのランドPUNK 全国学園祭TourにNOISE FACTORYがオープニングアクトとして同行。
- 1997年12月5日、ON AIR EASTでのワンマンライブをもって、7年間の活動に終止符を打つ。同日しのランドPUNKも解散。

## ディスコグラフィー

### シングル
|   | 発売日         | タイトル                                         | 品番      | レーベル                   | 最高順位 | 備考 |
| - | -------------- | ------------------------------------------------ | --------- | -------------------------- | -------- | ---- |
| 1 | 1993年12月26日 | ジャンケン・ポン / グリード / ノイズファクトリー | IV-s006   | インディビジュアルレコード |          |      |
| 2 | 1994年12月12日 | ホタルパワー / 迷える子羊たちよ                  | KSD2-1080 | Ki/oon Sony Records        |          |      |
| 3 | 1995年9月21日  | 星も凍る夜 / 月夜の下で君と死にたい              | KSD2-1094 | Ki/oon Sony Records        |          |      |
| 4 | 1996年8月21日  | 誰にもジャマされたくない / 恋道                  | SRDL-4258 | Sony Records               |          |      |
| 5 | 1997年2月21日  | 禁断の果実 / 天使の時間                          | SRDL-4299 | Sony Records               |          |      |

### アルバム
|   | 発売日        | タイトル                               | 品番      | レーベル            | 最高順位 | 備考 |
| - | ------------- | -------------------------------------- | --------- | ------------------- | -------- | ---- |
| 1 | 1992年5月31日 | 天下一品                               | LMCD-0004 | L&M Music           |          |      |
| 2 | 1995年1月21日 | NOISE FACTORY I～亜邦人                | KSC2-111  | Ki/oon Sony Records |          |      |
| 3 | 1995年10月1日 | NOISE FACTORY II～Pearl 7              | KSC2-133  | Ki/oon Sony Records |          |      |
| 4 | 1997年3月31日 | 歌謡伝説～ハートに響け！ノイファク革命 | SRCL-3778 | Sony Records        |          |      |

### ビデオ
|   | 発売日 | タイトル        | 品番     | レーベル             | 最高順位 | 備考 |
| - | ------ | --------------- | -------- | -------------------- | -------- | ---- |
| 1 |        | 野生の証明 LIVE | SCV-0001 | サウンドコネクション |          |      |

## タイアップ一覧
| 年     | 曲名                     | タイアップ                                             |
| ------ | ------------------------ | ------------------------------------------------------ |
| 1995年 | 涙の乾く前に             | 新出光石油CFソング                                     |
| 1995年 | 当たって砕けろ!          | MBS系『テレビのツボ』オープニング・テーマ              |
| 1995年 | 星も凍る夜               | リブート「ジェムケリー」CFソング                       |
| 1996年 | 誰にもジャマされたくない | MBSラジオ『MBSヤングタウン』木曜日オープニング・テーマ |
| 1996年 | 誰にもジャマされたくない | テレビ朝日系『Web』エンディング・テーマ                |
| 1997年 | 禁断の果実               | テレビ朝日系『アメジャリチハラ』エンディング・テーマ   |

## 過去の主なレギュラー番組
- 快感！NOISE FACTORY（KBS京都ラジオ）
- 気ままにBand Be！（KBS京都テレビ）
- テレビのツボ（毎日放送）
- P-POPSTATION（FM愛知）
- ヤングタウン（MBSラジオ）